# Linoleylalkohol
Linoleylalkohol ist eine chemische Verbindung aus der Gruppe der Fettalkohole.

## Gewinnung und Darstellung
Linoleylalkohol kann durch Reduktion von Linolsäure oder Methyllinoleat gewonnen werden.

## Eigenschaften
Linoleylalkohol ist eine farblose Flüssigkeit, die löslich in n-Hexan ist.